# Myzomela erythrocephala
Myzomela erythrocephala là một loài chim trong họ Meliphagidae.
Loài chim này được tìm thấy ở Australia, Indonesia và Papua New Guinea. Loài này được John Gould mô tả vào năm 1840. Hai phân loài được công nhận, với phân loài chỉ định M. e. erythrocephala phân bố xung quanh đường bờ biển nhiệt đới của Úc, và M. e. infuscata ở New Guinea. Mặc dù được phân phối rộng rãi, nhưng nó không phong phú trong phạm vi này. Trong khi IUCN liệt kê số lượng ở Úc của M. e. infuscata gần như bị đe dọa, nói chung là phạm vi rộng khắp có nghĩa là việc bảo tồn loài này được xếp vào nhóm loài ít quan tâm.